# Муніципальний стадіон (Герцлія)
32°10′4″ пн. ш. 34°49′29″ сх. д. / 32.16778° пн. ш. 34.82472° сх. д.
Муніципальний стадіон Герцлія — багатоцільовий стадіон у Тель-Авівському районному місті Герцлія, Ізраїль. Зараз він використовується в основному для футбольних матчів і є домашнім полем «Маккабі» (Герцлія) та «Хапоель» (Герцлія). Стадіон розрахований на 8100 місць.

## Історія
Стадіон був урочисто відкритий у 1985 році, і тоді його називали «чудовим», спочатку місткістю 2400 місць на трибунах на західній стороні поля. Пізніше стадіон було розширено та зведено трибуни на інших частинах поля, а також розширено та побудовано західну трибуну. Сьогодні стадіон має близько 8100 місць і використовується як домашнє поле для команд «Маккабі» (Герцлія) та «Хапоель» (Герцлія). Центральна трибуна — це західна трибуна, де сидять уболівальники місцевих команд, а східна трибуна призначена для вболівальників команди гостей. Дах стадіону, який був над західною трибуною, був пошкоджений і частково демонтований у 2012 році, а решта була демонтована на початку 2017 року. Наприкінці 2017 року було відремонтовано західну трибуну та роздягальні.
Серед найважливіших подій в історії стадіону — перемога молодіжної збірної Ізраїлю у 2006 році над збірною Франції з рахунком 1:0, яка вперше в історії забезпечила команді вихід на Чемпіонат Європи.
У травні 2021 року муніципалітет Герцлії оголосив, що західна трибуна на стадіоні буде повністю закрита, а інші трибуни будуть закриті до повторного затвердження інженером. Причиною закриття було занепокоєння за безпеку будівлі, оскільки оригінали дозволів на її будівництво тривалий час не знаходили.

## Галерея

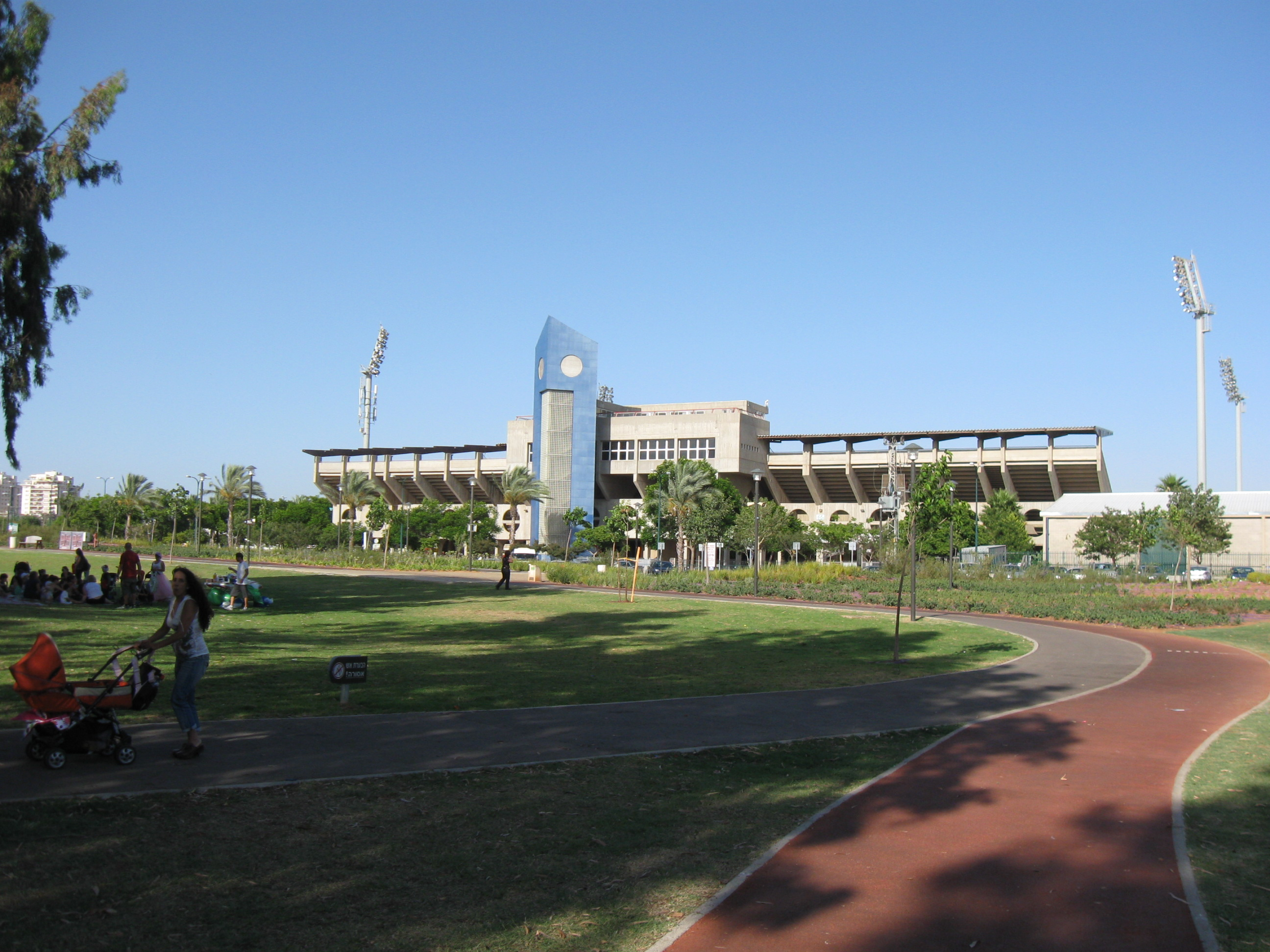
Фасад стадіону, вид з парку Герцлія
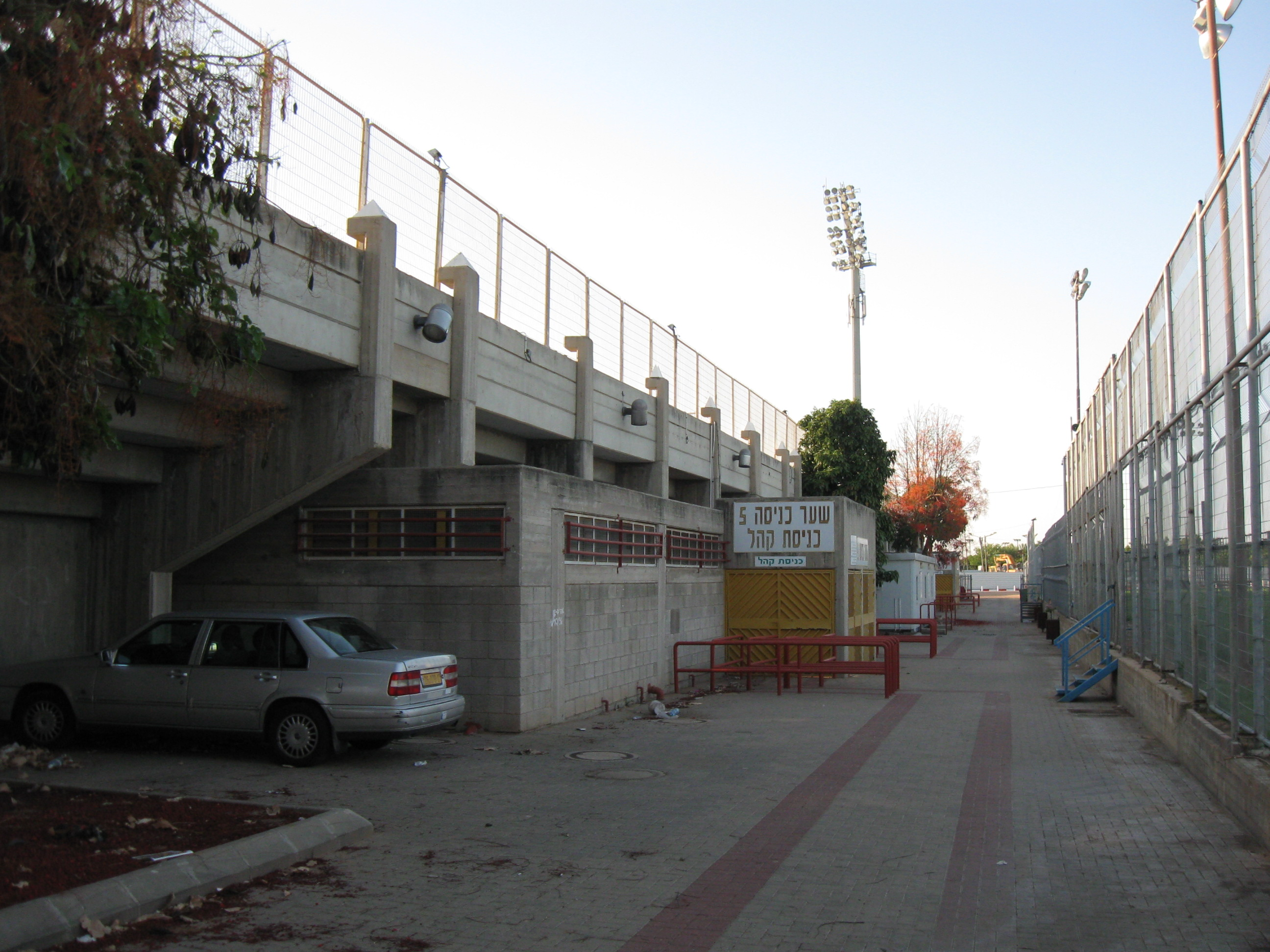
Вхід на східну трибуну
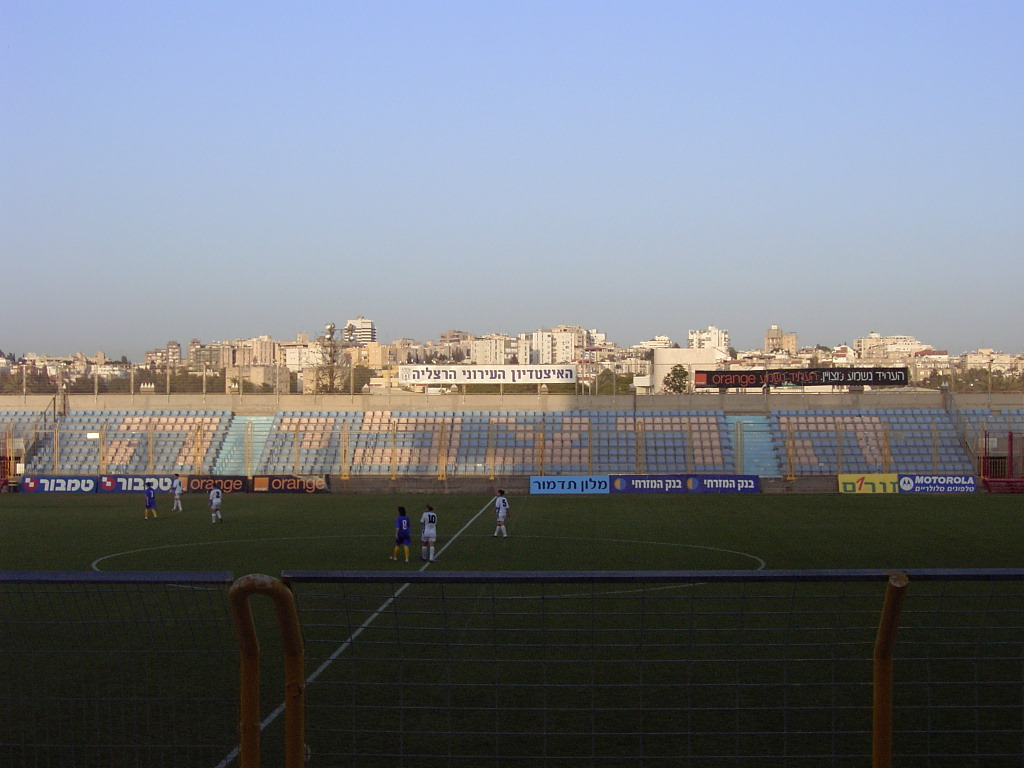
Східна трибуна
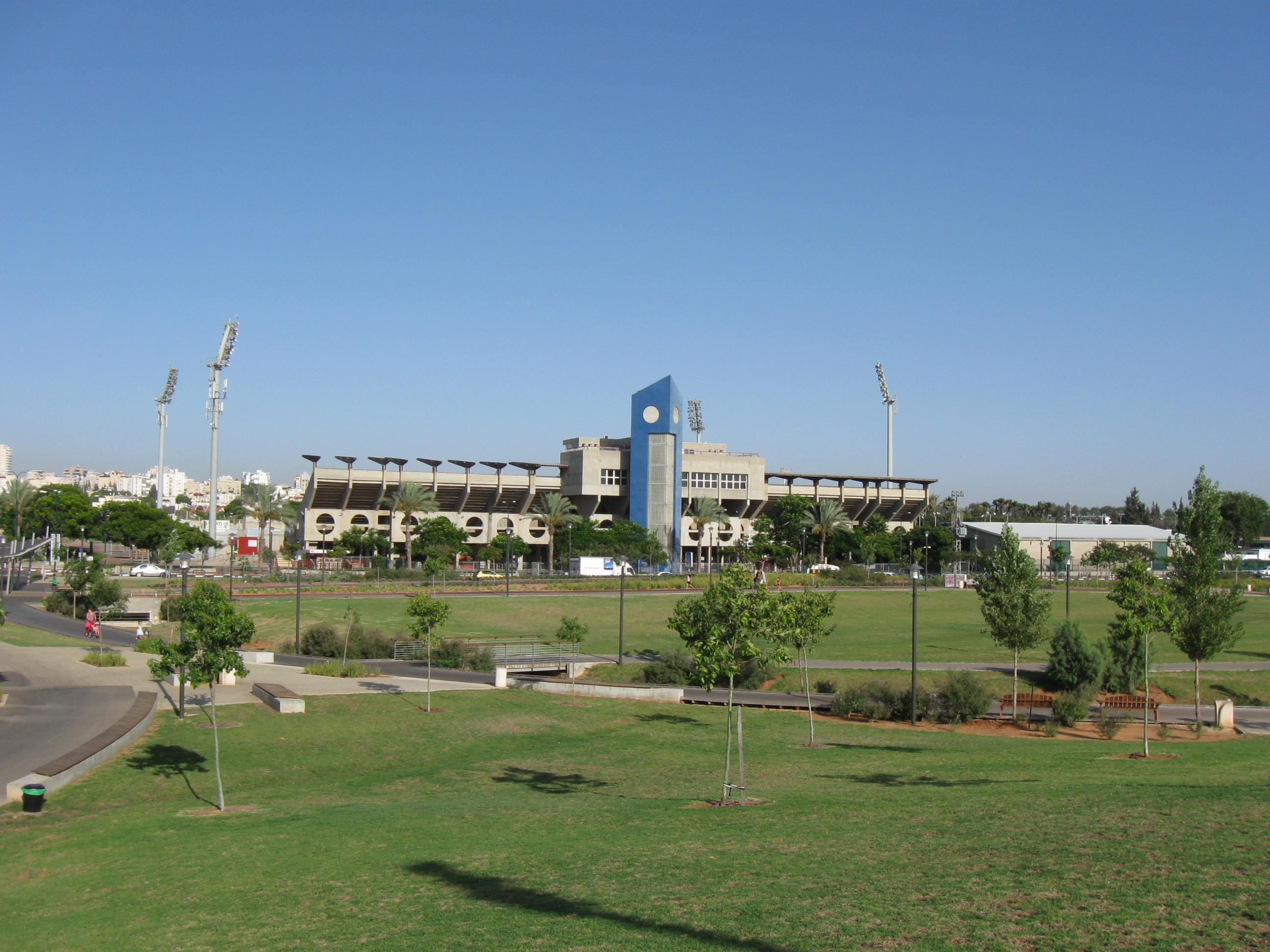
Муніципальний стадіон (Герцлія)